# Finale Aziatisch kampioenschap voetbal 2015
Op zaterdag 31 januari 2015 speelden Zuid-Korea en Australië de finale van het Aziatisch kampioenschap voetbal 2015. Australië won de wedstrijd met 2-1.

## Wedstrijdgegevens
| Datum                | 31 januari 2015                       | 31 januari 2015                       |
| Wedstrijdnummer      | 32                                    | 32                                    |
| Stadion              | ANZ Stadium, Sydney                   | ANZ Stadium, Sydney                   |
| Toeschouwers         | 76.385                                | 76.385                                |
| Scheidsrechter       | Alireza Faghani                       | Alireza Faghani                       |
| Assistenten          | Reza Sokhandan Mohammadreza Abolfazli | Reza Sokhandan Mohammadreza Abolfazli |
| Vierde official      | Fahad Al-Mirdasi                      | Fahad Al-Mirdasi                      |
| Man van de wedstrijd | -                                     | -                                     |
|                      | Zuid-Korea                            | Australië                             |
| Doelpunten           | 1                                     | 2                                     |
| Gele kaarten         | 0                                     | 5                                     |
| Rode kaarten         | 0                                     | 0                                     |
| Wissels              | 3                                     | 3                                     |
| Schoten op doel      | 3                                     | 4                                     |
| Schoten naast doel   | 13                                    | 8                                     |
| Overtredingen        | 14                                    | 19                                    |
| Hoekschoppen         | 3                                     | 2                                     |
| Buitenspel           | 3                                     | 5                                     |
| Vrije trappen        | -                                     | -                                     |
| Balbezit (%)         | 46                                    | 54                                    |

| Zuid-Korea | 1 – 2           | Australië |
| Son Heung-Min 90+1' (Ki Sung-Yueng) | goals (assists) | Massimo Luongo 45' (Trent Sainsbury) James Troisi 105' |
| Uli Stielike | bondscoach      | Ange Postecoglou |
| Kim Jin-Hyeon Kim Jin-Su Kwak Tae-Hwi Park Joo-Ho 71' Kim Young-Gwon Jang Hyun-Soo Cha Du-Ri Son Heung-Min Nam Tae-Hee 63' Ki Sung-Yueng Lee Jung-hyup 87' | opstellingen    | Mathew Ryan Ivan Franjić Jason Davidson 74' Mark Milligan Matthew Špiranović Trent Sainsbury Mile Jedinak Massimo Luongo Tim Cahill 63' Mathew Leckie Robbie Kruse 71' |
| 63' Lee Keun-Ho 71' Han Kook-Young 87' Kim Ju-young | wissels         | James Troisi 71' Matt McKay 74' Tomi Jurić 63' |
| | gele kaarten    | 6' Ivan Franjić 41' Jason Davidson 59' Matthew Špiranović 67' Mile Jedinak 68' Robbie Kruse                                                                            |